# Barragem de Abobeleira
A Barragem de Abobeleira, também designada por Barragem Romana da Abobeleira ou Outeiro da Porta, é uma barragem romana situada na freguesia do Vale de Anta, no município de Chaves, em Portugal.
Esta barragem foi erguida pelos romanos há quase 2 mil anos para abastecer a então Aquae Flaviae de água. São poucos os vestígios no local, mas ainda dá para imaginar como ela seria então e para compreender a organização e o pensar do povo romano.
A Barragem de Abobeleira está classificada como Imóvel de Interesse Público desde 1992.